# 브레머하펜

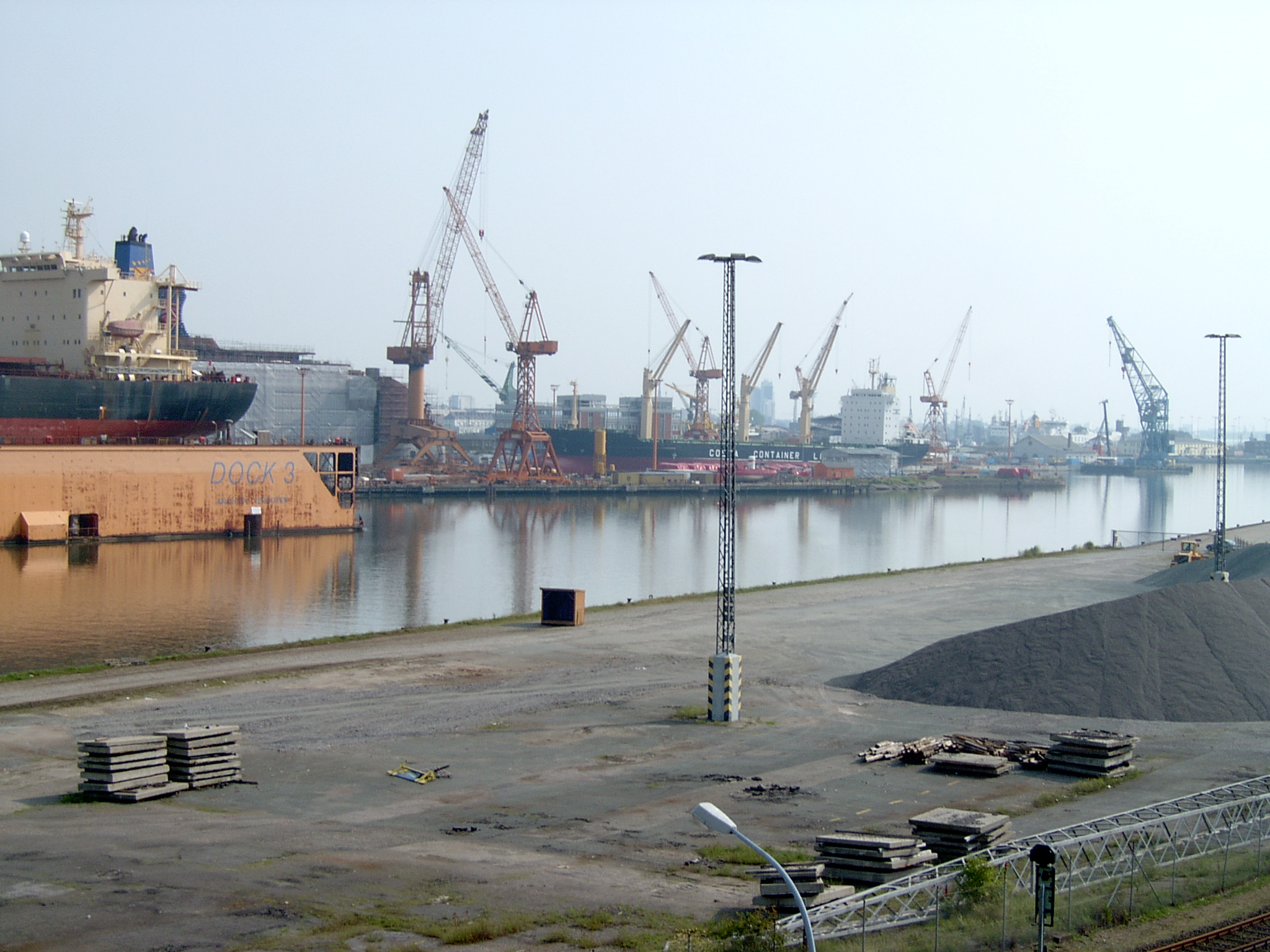
브레머하펜 항의 모습

브레머하펜(독일어: Bremerhaven IPA: [bʁeːmɐˈhaːfən], 저지 독일어: Bremerhoben)은 독일 브레멘주의 도시로 베저강 어귀에 있는 도시이다. 도시 이름을 직역하면 "브레멘의 항구"라는 뜻이다. 니더작센주에 의해 브레멘과 분리되어 월경지가 되었다. 브레멘과는 60 km 정도 떨어져 있다. 독일의 무역 중심지 중 하나이다.

## 역사
이 지역에 세워진 게슈텐도르프(Geestendorf)나 불스도르프(Wulsdorf)와 같은 중세시대의 마을이 1139년 문헌상 처음 언급된다. 또한 1275년 언급되는 레(Lehe)는 관청과 시장이 있었다고 전해진다. 이러한 작은 마을들은 강 하구의 작은 섬들에 건설되었다. 1381년 브레멘이 베저강 하구에 대한 사실상의 지배권을 획득하여, 레는 브레머레(Bremerlehe)라고 불리게 된다. 그러나 1653년 초부터 스웨덴이 이 지역을 장악하여 이곳은 스웨덴 영토가 된다.
지금의 브레머하펜 시는 1827년에 세워졌다.

## 인구
| 연도 | 인구    | ±%      |
| ---- | ------- | ------- |
| 1845 | 3,000   | —       |
| 1875 | 12,296  | +309.9% |
| 1900 | 20,315  | +65.2%  |
| 1925 | 23,896  | +17.6%  |
| 1933 | 25,779  | +7.9%   |
| 1950 | 114,070 | +342.5% |
| 1956 | 130,492 | +14.4%  |
| 1961 | 141,849 | +8.7%   |
| 1970 | 143,918 | +1.5%   |
| 1980 | 138,728 | −3.6%   |
| 1990 | 130,446 | −6.0%   |
| 2000 | 120,822 | −7.4%   |
| 2010 | 113,366 | −6.2%   |
| 2015 | 114,025 | +0.6%   |
| 2019 | 117,746 | +3.3%   |

## 지리
브레머하펜은 베저강 하구에서 북해와 접하고 있다. 니더작센주로 둘러싸여 브레멘과 분리되어 있다.

### 기후
브레머하펜은 온화한 해양성 기후를 보이며, 극심한 추위나 30 °C (86 °F) 이상의 더위는 드문 편이다. 평균적으로 1년간 742mm 정도의 강수량을 나타내는데, 여름철인 칠팔월에 강수량이 약간 집중된다.
| 브레머하펜의 기후                                                               | 브레머하펜의 기후 | 브레머하펜의 기후 | 브레머하펜의 기후 | 브레머하펜의 기후 | 브레머하펜의 기후 | 브레머하펜의 기후 | 브레머하펜의 기후 | 브레머하펜의 기후 | 브레머하펜의 기후 | 브레머하펜의 기후 | 브레머하펜의 기후 | 브레머하펜의 기후 | 브레머하펜의 기후 |
| 월                                                                              | 1월               | 2월               | 3월               | 4월               | 5월               | 6월               | 7월               | 8월               | 9월               | 10월              | 11월              | 12월              | 연간              |
| ------------------------------------------------------------------------------- | ----------------- | ----------------- | ----------------- | ----------------- | ----------------- | ----------------- | ----------------- | ----------------- | ----------------- | ----------------- | ----------------- | ----------------- | ----------------- |
| 역대 최고 기온 °C (°F)                                                          | 13.6 (56.5)       | 17.2 (63.0)       | 22.5 (72.5)       | 28.9 (84.0)       | 31.7 (89.1)       | 34.3 (93.7)       | 35.9 (96.6)       | 35.8 (96.4)       | 30.8 (87.4)       | 26.0 (78.8)       | 18.8 (65.8)       | 14.0 (57.2)       | 35.9 (96.6)       |
| 일평균 최고 기온 °C (°F)                                                        | 4.5 (40.1)        | 5.1 (41.2)        | 8.3 (46.9)        | 13.2 (55.8)       | 16.8 (62.2)       | 19.6 (67.3)       | 22.0 (71.6)       | 22.1 (71.8)       | 18.5 (65.3)       | 13.7 (56.7)       | 8.5 (47.3)        | 5.3 (41.5)        | 13.1 (55.6)       |
| 일일 평균 기온 °C (°F)                                                          | 2.5 (36.5)        | 2.9 (37.2)        | 5.3 (41.5)        | 9.4 (48.9)        | 13.1 (55.6)       | 16.1 (61.0)       | 18.4 (65.1)       | 18.4 (65.1)       | 15.1 (59.2)       | 10.8 (51.4)       | 6.4 (43.5)        | 3.4 (38.1)        | 10.1 (50.2)       |
| 일평균 최저 기온 °C (°F)                                                        | 0.5 (32.9)        | 0.6 (33.1)        | 2.5 (36.5)        | 5.8 (42.4)        | 9.5 (49.1)        | 12.7 (54.9)       | 15.0 (59.0)       | 15.0 (59.0)       | 12.0 (53.6)       | 8.1 (46.6)        | 4.2 (39.6)        | 1.5 (34.7)        | 7.3 (45.1)        |
| 역대 최저 기온 °C (°F)                                                          | −17.2 (1.0)       | −18.6 (−1.5)      | −14.6 (5.7)       | −4.9 (23.2)       | −1.1 (30.0)       | 3.0 (37.4)        | 7.1 (44.8)        | 7.5 (45.5)        | 3.6 (38.5)        | −2.1 (28.2)       | −10.2 (13.6)      | −15.6 (3.9)       | −18.6 (−1.5)      |
| 평균 강수량 mm (인치)                                                           | 62.0 (2.44)       | 47.9 (1.89)       | 48.6 (1.91)       | 36.2 (1.43)       | 49.8 (1.96)       | 72.4 (2.85)       | 84.1 (3.31)       | 77.9 (3.07)       | 72.1 (2.84)       | 67.6 (2.66)       | 63.9 (2.52)       | 71.2 (2.80)       | 751.3 (29.58)     |
| 평균 강수일수 (≥ 0.1 mm)                                                        | 18.4              | 16.1              | 15.8              | 13.1              | 14.0              | 15.9              | 15.8              | 16.6              | 15.6              | 16.6              | 18.0              | 19.3              | 194.4             |
| 평균 강설일수 (≥ 1.0 cm)                                                        | 3.4               | 3.7               | 1.5               | 0                 | 0                 | 0                 | 0                 | 0                 | 0                 | 0                 | 0.1               | 3.0               | 11.3              |
| 평균 상대 습도 (%)                                                              | 87.5              | 84.7              | 80.6              | 74.0              | 73.3              | 75.5              | 75.7              | 75.8              | 79.1              | 82.8              | 87.3              | 88.9              | 80.2              |
| 평균 월간 일조시간                                                              | 46.3              | 69.0              | 121.2             | 184.9             | 219.4             | 204.7             | 217.3             | 200.3             | 149.6             | 105.4             | 52.2              | 38.1              | 1,604.8           |
| 출처 1: 미국 해양대기청 (평년값: 1991년~2020년)                                 |                   |                   |                   |                   |                   |                   |                   |                   |                   |                   |                   |                   |                   |
| 출처 2: 독일 기상청 (극값: 1949년~현재), ECA&D, Dekadenrekorde deutscher Städte |                   |                   |                   |                   |                   |                   |                   |                   |                   |                   |                   |                   |                   |

### 강
도시 근처를 흐르는 강으로는 베저강(Weser), 게슈테 강(Geste), 로어 강(Rohr), 루네 강(Lune), 아우에 강(Aue)이 있다.

## 무역
브레머하펜은 세계에서는 16번째, 유럽에서는 4번째로 규모가 큰 컨테이너 항구이다. 매년 135만 대 이상의 자동차가 브레머하펜 항을 통해 수출입된다. 이는 네덜란드 로테르담 항구를 제외하면 유럽 최대의 물량이다.
2014년 기준 230만대의 자동차가 수출입되는 유럽 1위 자동차 무역항이다. 18개 자동차 전용선부두와 14개 트레인 사이딩스(Train sidings) 즉 기차차 승하차 수송설비가 있어, 독일 최대 자동차 수출단지인 폭스바겐 볼푸스부르크 공장에서 기차로 수송 수출된다.
1897년 브레머하펜에는 그 당시 세계 최대 규모의 수문인 카이저슐로이제(Kaiserschleuse:"황제수문"이라는 뜻)가 건설되었다. 이 수문은 계속 쓰이다가 2011년 파나맥스 급의 새로운 수문으로 교체되었다.

## 교육
브레머하펜에는 알프레트 베그너 국립 연구소 (Alfred-Wegener-Institut für Polar- und Meeresforschung)와 브레머하펜 응용과학 대학교 (Hochschule Bremerhaven)가 있다. 브레머하펜 응용과학 대학교는 1975년 세워진 후 발전하여 2009년에는 3000명 이상의 학생들이 있다.

## 자매 도시
브레머하펜의 자매 도시는 다음과 같다.
- 프랑스 셰르부르옥트빌: 1960년 6월부터
- 영국 그림즈비: 1963년 2월부터
- 핀란드 포리: 1969년 5월부터
- 덴마크 프레데릭스하운: 1979년 6월부터
- 폴란드 슈체친: 1990년 10월부터
- 러시아 칼리닌그라드: 1992년 4월부터
- 미국 볼티모어

브레머하펜 시에는 위 자매도시들의 이름을 딴 국도가 하나씩 있다. (프레데릭스하운 제외)
- 셰르부르로 (Cherbourger Straße)
- 그림즈비로 (Grimsbystraße): 연방국도 212 (Bundesstraße 212)라고 불리기도 한다.
- 포리로 (Poristraße)
- 슈테틴로 (Stettiner Straße): 슈체친은 옛 독일 땅으로 옛 이름이 슈테틴이다.
- 쾨니히스베르크로 (Königsberger Straße): 칼리닌그라드는 옛 독일 땅으로 옛 이름이 쾨니히스베르크이다.